# Greta Stave
Greta Elisabet Stave, född 20 september 1896 i Malmö, död 18 januari 1983 i Farsta, var en svensk skådespelare.

## Filmografi (urval)
- 1939 – Frun tillhanda
- 1941 – Lasse-Maja
- 1943 – Elvira Madigan
- 1944 – Hets
- 1944 – Stopp! Tänk på något annat
- 1949 – Hur tokigt som helst
- 1955 – Kvinnodröm
- 1955 – Janne Vängman och den stora kometen
- 1957 – Nattens ljus
- 1959 – Sköna Susanna och gubbarna